# Grew Peak
Grew Peak är en bergstopp i Antarktis. Den ligger i Västantarktis. Inget land gör anspråk på området. Toppen på Grew Peak är 1 400 meter över havet, eller 236 meter över den omgivande terrängen. Bredden vid basen är 1,4 km.
Terrängen runt Grew Peak är bergig åt sydost, men åt nordväst är den kuperad. Trakten är obefolkad. Det finns inga samhällen i närheten. 